# Marie Bregendahl
Marie Bregendahl (6 de Novembro de 1867 -  22 de Julho de 1940) foi uma escritora regionalista dinamarquesa.